# 小沃夫尼揚卡
49°25′46″N 30°27′45″E / 49.42944°N 30.46250°E
小沃夫尼揚卡（烏克蘭語：Мала Вовнянка）是位於烏克蘭北部的村莊，由基辅州白采爾克瓦區的塔拉夏市鎮負責管轄。該村始建於1765年，面積0.43平方公里，海拔高度221米，2001年人口128人，人口密度每平方公里297.7人。